# Familjen Proud
Familjen Proud (engelska: The Proud Family) är en animerad TV-serie som pågick från 15 september 2001 till 19 augusti 2005 på Disney Channel i USA. Serien visades dock aldrig på Disney Channel i Sverige men finns numera engelska med svenska undertexter på streamingtjänsten Disney +.